# Герасімос Германакос
Герасімос Германакос (грец. Μάκης Γερμανάκος) — грецький футбольний арбітр, арбітр ФІФА у 1980-ті роки.

## Кар'єра
Серед іншого обслуговував фінали Кубка Греції у 1984 і 1985 роках, а також перший фінальний матч Кубка УЄФА 1988/89.